# Дасгупта, Сурендранатх
Сурендрана́тх Дасгу́пта (англ. Surendranath Dasgupta, бенг. সুরেন্দ্রনাথ দাসগুপ্ত, октябрь 1887, Куштия, Британская Индия — 18 декабря 1952, Калькутта) — индийский философ, историк религии, религиовед и санскритолог, специализировавшийся на истории индийской философии. Наибольшую известность Дасгупте принесла написанная им пятитомная энциклопедия «История индийской философии», первый том которой вышел в 1922 году, а последний в 1955 году, уже после смерти автора.

## Биография

### Семья и образование
Родился 18 октября 1885 года в Кустии, Бенгалия. Окончил Рипон-колледж Калькуттского университета со степенью бакалавра санскрита.
В 1908 году получил степень магистра гуманитарных наук по санскриту в Санскритском колледже.
В 1910 году получил вторую степень магистра гуманитарных наук по западной философии в Калькуттском университете.
В период с 1920 по 1922 год учился в Кембриджском университете, изучая философию под руководством Д. Э. Мак-Таггарта. Там же получил степень доктора философии по индийской философии. В период с 1924 по 1931 занимал должность декана философского факультета в Калькуттском колледже, где три года читал лекции по истории религий.
Был женат на Химани Деви — младшей сестре Химашу Раи, одного из первых индийских кинематографистов и создателя киностудии Bombay Talkies.

### Карьера
В 1935—1936 года, а затем и в 1939 году выступил с курсом лекций в Италии, Германии, Швейцарии, Франции, Англии и Польше.
С 1931 по 1942 год занимал пост директора Санскритского колледжа. В 1942 году ушёл из Санскритского колледжа и стал профессором имени Короля Георга V психологических и общественных наук в Калькуттском университете. В 1945 году стал профессором санскрита Эдинбургского университета.

### «История индийской философии»
Первоначально Дасгупта намеревался изложить историю индийский систем философской мысли в одном томе. Таким образом он хотел собрать имеющиеся материалы в одной книге. Однако последующее накопление огромного количества опубликованных и неопубликованных источников привело к тому, что он попытался их все переработать. Это была первая и единственная попытка с опорой на первоисточники написанные на санскрите, пали и пракрити представить в систематизированном виде историю философии в Индии. Лишь в работе «Сарва-даршана-санграха» («Собрание всех воззрений») философа XIV века Мадхвы была слабая попытка дать обзор различных индийских философских школ. В отличие от Мадхвы Дасгупта исторически и критически проследил развитие различных путей индийской философии. Он не жалел сил и провёл кропотливую работу в поисках забытых сокровищ философской мысли Индии. Он пересмотрел своё первоначальное намерение и решил серию состоящую из пяти томов.
Когда лорд Лоуренс Дандас будучи губернатором Бенгалии посетил Читтагонгский колледж, он имел продолжительную беседу с Дасгуптой в его кабинете, и был так этим впечатлён, что попросил первый том «Истории индийской философии» посвятить именно ему.
В ноябре 1945 он последний раз выступил с публичной лекцией по индуизму в Тринити-колледже. После этого из-за сильных сердечных болей был прикован к постели. До 1950 года он жил в Великобритании. За это время он успел издать в Издательстве Кембриджского университета четвёртый том «Истории индийской философии», его «Историю санскритской литературы» опубликовал Калькуттский университет, «Рабиндранат Тагор: поэт и философ» сотрудничающее с ним калькуттское издательство. Также в Бенгалии вышла его книга по эстетике.
Вернувшись в Лакхнау, при дружеской поддержке Джавахарлала Неру в 1951 году он начинает писать заключительный пятый том «Истории индийской философии». Также он намеревался подготовить двухтомник собственных философских воззрений. Причём его друзья и ученики упрашивали в первую очередь закончить собственные философские сочинения. Тем не менее Дасгупта рассматривал свой многотомный труд как священную цель своей жизнь и был полностью поглощён только ей.
Умер 18 декабря 1952 года в г. Лакхнау в Уттар-Прадеш в восемь вечера, обсуждая проблемы современной психологии.

## Научные труды
- A History of Indian Philosophy, 5 volumes
- General Introduction to Tantra Philosophy
- A Study of Patanjali
- Yoga Philosophy in Relation to Other Systems of Indian Thought
- A History of Sanskrit Literature
- Rabindranath: The Poet and Philosopher
- Hindu Mysticism
- Kavyavicha
- Saundaryatattva
- Rabidipika

### Издания на русском языке
- Дасгупта, Сурендра Нат. Философия йоги и её отношение к другим системам индийской мысли = Yoga Philosophy in relation to other systems of indian thought / пер. с англ. О. В. Стрельченко; науч. ред. С. В. Пахомов. — СПб.: Наука, 2008. — 350 с. — 2000 экз. — ISBN 978-5-02-026951-4.
- Дасгупта, Сурендранатх. Индийский мистицизм / пер. с англ. Г. Д. Иванов ; общ. ред. Якоб Каптуревский, С. В. Крыжановский. - СПб.: Копьеносец, 2024. - 128 с. - 500 экз. - ISBN 9785521241392